# Ronda Suroeste de Toledo
La Ronda Suroeste de Toledo es una autovía autonómica perteneciente a la red de carreteras de Castilla-La Mancha.
Su construcción supuso una inversión de 114,3 millones de euros. Se inauguró el 16 de noviembre de 2010 por el presidente de la Junta de Comunidades de Castilla-La Mancha, José María Barreda. Comunica los pueblos del norte y del sur de la ciudad de Toledo, rodeándola por el oeste, desviando los tráficos que ahora atraviesan el núcleo urbano de la ciudad.

## Trazado
Con una longitud de 23,3 kilómetros, la Ronda Suroeste inicia su trazado al sureste de Toledo, en las proximidades de Burguillos de Toledo, en el enlace con la carretera de Ciudad Real  N-401 , la autovía de Toledo  A-42  y la autovía de los Viñedos  CM-42 , y continua hacia el noroeste cruzando, en este orden, las carreteras  de Argés  CM-4013  y Polán  CM-401 . El trazado gira en este punto hacia el norte dirigiéndose hacia la vega del Tajo. En este tramo se dispone, en sentido creciente de kilometraje, de un tercer carril adicional para vehículos lentos con el fin de evitar la interferencia de estos con el tráfico ligero a lo largo de esta larga pendiente; antes de cruzar el río Tajo se sitúa el enlace con la carretera de Talavera de la Reina  CM-4000 .
El viaducto sobre el Tajo tiene una longitud de 314 metros. Una vez cruzado el río Tajo, se encuentra el enlace de Lavaderos, contemplado en el Plan de Ordenación Municipal de Toledo. Continua rodeando las urbanizaciones del oeste de Toledo, se cruza con la carretera de Ávila  N-403  y la autovía  TO-21 .
En su tramo final se diseña el enlace de Bargas Sur y finalmente la conexión con la  A-40  en la Variante Norte de Toledo.

## Tramo
| Denominación | Tramo                                         | Año servicio | km   |
| ------------ | --------------------------------------------- | ------------ | ---- |
| CM-40        | A-40 Bargas - Burguillos de Toledo A-42 CM-42 | 2010         | 23,3 |

## Recorrido
| Velocidad | Esquema | Salida | Sentido ascendente                                                   | Sentido descendente                                                  |
| --------- | ------- | ------ | -------------------------------------------------------------------- | -------------------------------------------------------------------- |
|           |         |        | Comienzo de la Ronda Suroeste de Toledo                              | Fin de la Ronda Suroeste de Toledo                                   |
|           |         | 1      | A-42 Madrid AP-41 Madrid CM-4003 Bargas - Toledo                     | A-42 Madrid AP-41 Madrid CM-4003 Bargas - Toledo                     |
|           |         | 6      | TO-21 Toledo norte A-40 N-403 Ávila                                  | TO-21 Toledo norte A-40 N-403 Ávila                                  |
|           |         | 9      | Urbanizaciones de Toledo                                             | Urbanizaciones de Toledo                                             |
|           |         | 11     | Toledo oeste Recinto Ferial de Toledo CM-4000 La Puebla de Montalbán | Toledo oeste Recinto Ferial de Toledo CM-4000 La Puebla de Montalbán |
|           |         | 12     | Pendiente ascendente 6 %                                             |                                                                      |
|           |         | 13     | Puy du Fou España                                                    |                                                                      |
|           |         | 14     |                                                                      | Pendiente descendente 6 %                                            |
|           |         | 16     | Toledo sur CM-401 Polán                                              | Toledo sur CM-401 Polán                                              |
|           |         | 17     | Toledo sur Centro histórico Av. de la Cava CM-4013 Argés             | Toledo sur Centro histórico Av. de la Cava CM-4013 Argés             |
|           |         | 20     | Parador Nacional de Turismo de Toledo TO-3100 Toledo - Cobisa        | Parador Nacional de Turismo de Toledo TO-3100 Toledo - Cobisa        |
|           |         | 23     | N-401 Burguillos - Sonseca - Ciudad Real                             | N-401 Burguillos - Sonseca - Ciudad Real                             |
|           |         | 23     | A-42 Toledo - Madrid CM-42 Mora                                      | A-42 Toledo - Madrid CM-42 Mora                                      |
|           |         | 23     | Fin de la Ronda suroeste de Toledo                                   | Comienzo de la Ronda este de Toledo                                  |